# Кріпер
Кріпер (англ. Creeper, від  «to creep» — «підкрадатися») — вигадане зле створіння-камікадзе з відеогри Minecraft. Коли гравець чи інша атакована кріпером істота (моб) поруч, кріпер вибухає, знищуючи все довкола. Крипер плямистий світло-зеленого відтінку, має гуманоподібний вигляд, проте безрукий та з чотирма коротенькими ногами. Був доданий у гру 31 серпня 2009 року ще на стадії альфа-тестування. Став широковживаним символом гри та часто використовується в рекламі та промоції гри

## Створення

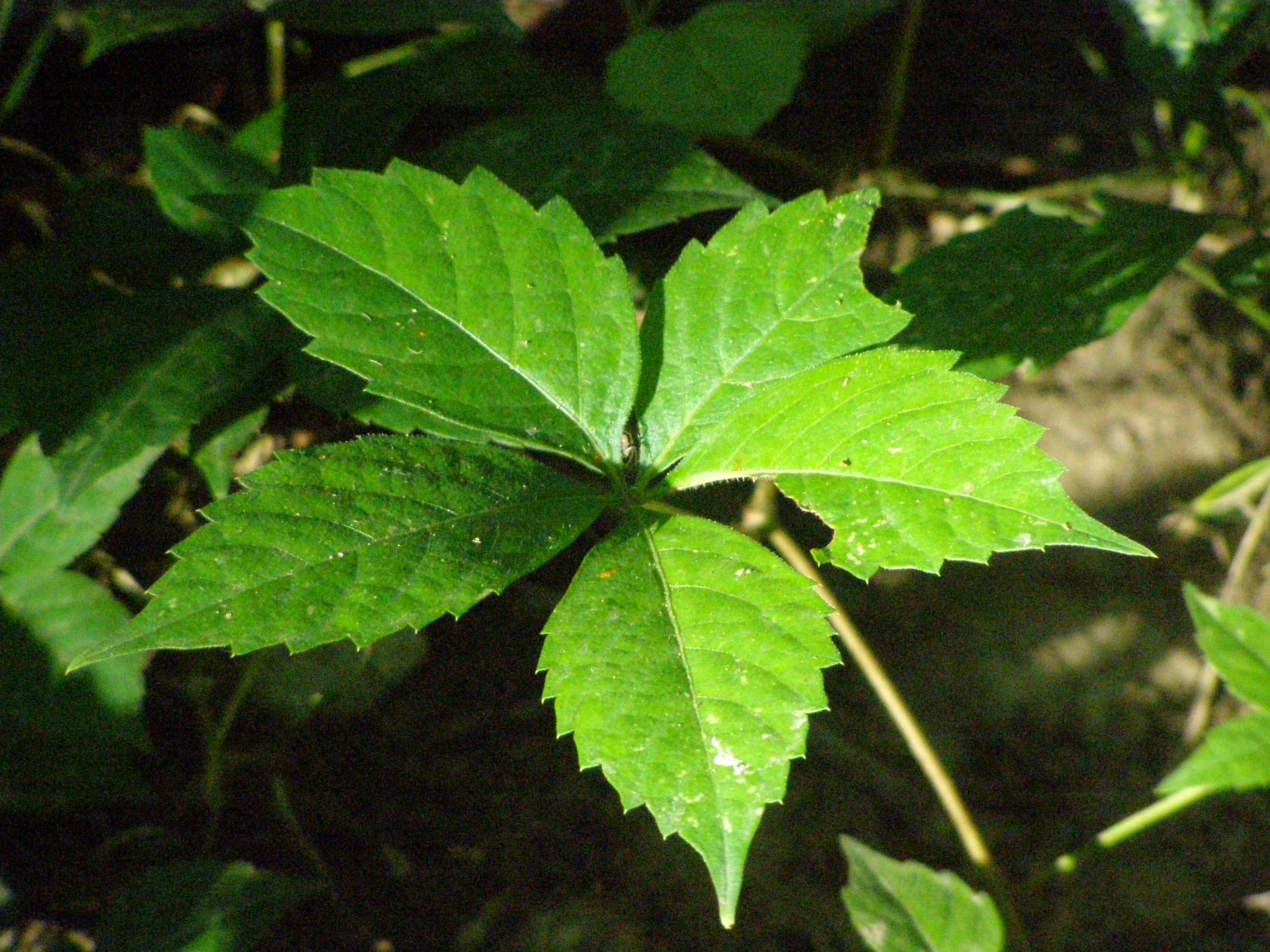
Дикий виноград п'ятилистий може бути прототипом для кольорної гамми кріпера

Кріпери (на відміну від зомбі, скелетів, відьом, тварин та інших) одне з небагатьох створінь, що існують в Майнкрафті та не мають аналогів у вигаданих творах чи реальному світі. Зі слів розробника гри Маркуса Перссона (ігровий нік Notch), кріпера було створено таким як він є досить випадково.
З моменту створення кріпер майже не зазнав змін у грі лише трохи змінилася текстура, сила вибуху та зріст кріперів.

## Опис
Кріпери один з типів ворожих до гравців створінь, виникають у темних місцях Звичайного світу. Мають зріст 1,7 × 0,6 × 0,6 блоків (умовних метрів), світло-зеленого кольору, при влучанні блискавки світяться блакитною аурою. Мають велику голову, тулуб та коротенькі чотири ніжки. Намагаються безшумно підкрастися до будь-якого гравця, якого виявлять в радіусі 16 блоків. Якщо це вдається, то вибухають через 1.5 секунди, знищуючи себе та усіх довкола. На середньому рівні складності один вибух може вбити гравця, без діамантової чи незеритової броні. Через це є найнебезпечнішим простим мобом у грі. Від вибуху залишається вирва на поверхні та фрагменти навколишніх порід чи будівель. При вибуху кріпера у воді шкода значно менша.
Може дропати такі ресурси: Порох (0–2) при смерті, якщо не вибухнув.Пластинка (1) при вбивстві скелетом або взимку.Голова кріпера (1) при вбивстві зарядженим кріпером
Окрім гравців кріпери можуть відповісти вибухом на випадкові чи направлені атаки з боку інших створінь сніговики чи лами. При цьому не відповідають на зумисні атаки з боку кіз, які відкидають кріперів при атаці.При загибелі або при вбивстві гравцем випадає порох, якщо від скелетона — грамофонна платівка. Як казалось раніше,при загибелі від скелетика або ж від іншого кріпера (зарядженного від блискавки),можна отримати декоративний предмет - голову кріпера.
Кріпера вважають іконою Minecraft через постійне використовування його у мерчиндайзингу ,відеоматеріалах на Youtube та франшизі цілому

## Масова культура

«A» стилізоване під кріпера

2011 року офіційний логотип гри Minecraft був змінений і літеру «A» було стилізовано під зображення кріпера.
У мультсеріалі «Сімпсони», у серії «Luca$» 25-го сезону заставка-початок була стилізована під гру Майнкрафт. Під час сцени на дивані Мо Сизляк з'являється стилізованим під кріпера та підриває все довкола.
Кріперів з Minecraft також почали використовувати в інших іграх. Зокрема в 2D грі Terraria від студії Re-Logic, є костюм, що складається з маски, сорочки та штанів, котрі змінюють зовнішній вигляд гравця під кріпера. Також у грі Borderlands 2 від Gearbox Software є пасхалка — печера, в стилі Minecraft з кріперами, котрі за поведінкою схожі до оригінальних — підкрадаються та вибухають.